# Велько Угринич
Велько Угринич (хорв. Veljko Ugrinić; 28 грудня 1885, Стара Градишка, Королівство Хорватія і Славонія, Австро-Угорщина — 15 липня 1958, Загреб, ФНРЮ) — югославський хорватський футболіст, перший в історії тренер збірної Югославії, якою керував на Олімпіаді 1920 року.

## Біографія
Футболом почав займатися в 1903 році, ставши одним із засновників загребського клубу ПНІШК (хорв. PNIŠK — Prvi Nogometni i Športski Klub). Крім гри у футбол, займався ще й легкою атлетикою, після Першої світової війни був членом атлетичної секції спортивного клубу «Конкордія».
1919 року став засновником і першим президентом Легкоатлетичного союзу Хорватії і Славонії у 1921 році та Югославського легкоатлетичного союзу, який очолював до 1937 року. Крім того, з 1919 до 1937 року був членом Югославського олімпійського комітету. За професією був стоматологом.
Коли був заснований Футбольний союз Югославії 1919 року, Угринич став першим головним національної збірної Югославії. Дебютний матч під його керівництвом збірна зіграла 28 серпня 1920 року в грі проти збірної Чехословаччини на Олімпіаді 1920 року, цю свою дебютну зустріч в історії його команда програла з рахунком 0:7. Останню гру на чолі збірної провів 10 лютого 1924 року в товариському матчі у Загребі зі збірною Австрії, який Югославія програла з рахунком 1:4. Загалом під його керівництвом збірна провела 10 матчів, з яких 3 виграла, 6 програла та 1 зіграла внічию. Він був звільнений перед Олімпійськими іграми 1924 року.
Він очолював Футбольний союз Югославії з 1923 по 1924 роки, змінивши на цій посаді Мирослава Петаньєка . Наступником Угринича на посаді президента став Хінко Вюрт.
Він був одним із співзасновників Балканських легкоатлетичних ігор. У 1934 році він організував 5-ті Балканські легкоатлетичні ігри в Загребі. Чотири роки очолював Міжбалканський комітет.
15 квітня 1936 року в Загребі відбулися установчі збори Югославської хокейної асоціації. На цьому засіданні Велько Угринич був обраний президентом асоціації.
Під час Квітневої війни 1941 року неодноразово заарештовувався і сидів у в'язниці.
Після війни організовував змагання зі стрільби в Хорватії. Він обіймав різні спортивні посади високого рівня, зокрема був віцепрезидентом Хорватської асоціації фізичної культури, членом Комітету хорватської фізичної культури, президентом Хорватської асоціації легкої атлетики та членом інших спортивних і громадських організацій Загреба, Хорватії та Югославії.
Помер Велько Угринич на 73-му році життя 15 липня 1958 року у Загребі.
Усі матчі збірної Югославії під керівництвом Угринича:
| №   | Дата           | Суперник       | Рахунок     | Місце     | Глядачів | Турнір           |
| --- | -------------- | -------------- | ----------- | --------- | -------- | ---------------- |
| 1.  | 28 серпня 1920 | Чехословаччина | 0 : 7 (0:3) | Антверпен | 600      | Олімпіада-1920   |
| 2.  | 2 вересня 1920 | Єгипет         | 2 : 4 (1:2) | Антверпен | 500      | Олімпіада-1920   |
| 3.  | 28 жовтня 1921 | Чехословаччина | 1 : 6 (1:0) | Прага     | 10 000   | Товариський матч |
| 4.  | 8 червня 1922  | Румунія        | 1 : 2 (1:1) | Белград   | 5 000    | Товариський матч |
| 5.  | 28 червня 1922 | Чехословакия   | 4 : 3 (1:3) | Загреб    | 6 000    | Товариський матч |
| 6.  | 1 жовтня 1922  | Польща         | 1 : 3 (1:1) | Загреб    | 4 000    | Товариський матч |
| 7.  | 3 червня 1922  | Польща         | 2 : 1 (1:0) | Краків    | 13 000   | Товариський матч |
| 8.  | 10 червня 1923 | Румунія        | 2 : 1 (2:0) | Бухарест  | 15 000   | Товариський матч |
| 9.  | 28 жовтня 1923 | Чехословакия   | 4 : 4 (2:4) | Загреб    | 6 000    | Товариський матч |
| 10. | 10 лютого 1924 | Австрія        | 1 : 4 (0:1) | Загреб    | 10 000   | Товариський матч |